# Wong Kim Poh
Wong Kim Poh (chiń. 黄锦富; pinyin Huáng Jǐnfù; ur. 12 lutego 1934 w Keluang na Malajach, zm. 29 października 2013 w Simei w Singapurze) – singapurski koszykarz, olimpijczyk.
W 1956 roku wystąpił wraz z drużyną na igrzyskach w Melbourne. Zagrał we wszystkich siedmiu spotkaniach, które reprezentacja Singapuru rozegrała na tym turnieju. Wong zdobył w nich łącznie 27 punktów, w tym m.in. dziewięć w meczu przeciw Tajwanowi. Singapurczycy zajęli ostatecznie 13. miejsce wśród 15 zespołów.
Dwukrotny uczestnik igrzysk azjatyckich i trzykrotny uczestnik igrzysk Azji Południowo-Wschodniej (brązowy medalista tych ostatnich z roku 1961).